# 빌리 조엘
윌리엄 마틴 "빌리" 조엘(본명: William Martin "Billy"Joel, 1949년 5월 9일 ~ )은 미국의 록 싱어송라이터이자 피아니스트이다. 독일인 아버지와 미국인 어머니 사이에서 태어났다. 흔히 그의 첫 히트 싱글의 이름을 따 '피아노 맨(Piano Man)'으로 불리기도 한다. 그는 6회의 그래미 수상경력을 가지고 있으며 23개의 그래미 상 후보로 지명되었다. 그는 전 세계적으로 1억 5천만장 이상의 음반 판매량를 기록했고 가장 많은 음반을 판매한 음악가 중 한 명으로 뽑힌다.
빌리 조엘은 세 차례에 거쳐 1992년 작곡가 명예의 전당, 1999년 로큰롤 명예의 전당, 그리고 2006년 롱 아일랜드 뮤직 홀 명예의 전당에 입성하였다. 2001년에는 작곡가 명예의 전당에서 조니 머서 어워드를 받았고, 2013년에는 케네디 센터 명예 훈장을 받았다.
빌리 조엘은 1993년 발매한 "River of Dreams"을 끝으로 음악 작업에서 은퇴했다. 하지만, 그는 계속해서 순회 콘서트를 하고 있으며, 지금까지도 많은 솔로 곡들을 부르고 있다.

## 생애
빌리 조엘은 미국 뉴욕 롱 아일랜드에서 태어나 14세 때부터 록 밴드 활동을 했으며, 1971년부터 솔로 가수로 활동하기 시작했다. 1973년 싱글 〈Piano Man〉으로 큰 성공을 거둔 그는 1993년 솔로 정규 음반 제작을 그만둘 때까지 많은 히트곡을 발표했다.
빌리 조엘은 전 세계적으로 1억장 이상의 음반 판매고를 올렸으며, RIAA에 따르면 미국에서 6번째로 많은 음반 판매고를 올린 가수이다.
빌리 조엘은 1991년에 그래미 레전드 상(Grammy Legend Award)을 받았으며, 총 6회의 그래미 수상경력을 갖고 있다.
1992년 작곡가 명예의 전당에, 1999년에 로큰롤 명예의 전당에, 2006년에는 롱 아일랜드 음악 명예의 전당에 올랐다.
1993년 버클리 음악 대학에서 명예박사 학위(Hon DMus)를 받았으며, 총 6개의 명예 학위를 보유하고 있다.

## 같이 보기
- 크리스티 브링클리
- 알렉사 레이 조엘
- 엘튼 존